# Макаров, Гавриил Иванович
Гавриил Иванович Макаров (литературный псевдоним Дьуон Дьаҥылы; 1914—1956) — советский якутский поэт и переводчик, педагог. Член Союза писателей СССР (1945). Участник Великой Отечественной войны.

## Биография
Гавриил Иванович Макаров родился 27 февраля 1914 года в местности Кындал Болтогинского наслега Чурапчинского улуса Якутии. Окончил Тойбохойскую школу Сунтарского улуса. В 1937 году поступил в Чурапчинское педучилище имени С. А. Новгородова.
Осенью 1943 года был призван в ряды Красной Армии: его группа сопровождала более 300 лошадей, которые были доставлены на железнодорожную станцию Жигалово Иркутской области. Позднее был определён на Восточный фронт пулемётчиком. В 1945 года во время военной операции против частей милитаристской Японии близ района Хайлар получил тяжёлое ранение в грудь и лицо, в результате чего долгое время проходил лечение в госпитале Большого Хингана.
В ноябре 1946 года вернулся в родную Чурапчу, в 1949 году окончил Якутский учительский институт, в 1955 году — Литературный институт имени А. М. Горького. Работал учителем сельских школ.

## Творчество
Гавриил Макаров начал печататься в 1932 году. Первый сборник его стихов «Төрөөбүт күүлэбэр» (в переводе с якут. — «В родных сенях») был издан в 1936 году. Его лирика под псевдонимом Тиейэлээхэп и Машинист Хабыырыыс печаталась на страницах республиканских газет «Кыым», «Эдэр бассабыык», а также была включена в сборники молодых писателей. Перед началом войны начал писать стихи под псевдонимом Дьуон Дьаҥылы.
Будучи на фронте, Гавриил Иванович продолжал в свободное время заниматься творчеством. Проходя лечение в госпитале, написал цикл стихов о Восточном фронте «Кыайдыбыт» (в переводе с якут. — «Мы победили»), который в 1946 году был издан отдельной книгой и получил множество положительных откликов.
Дьуон Дьаҥылы считается одним из лучших переводчиков русской и советской классики на якутский язык. Среди переведённых им произведений — «Сказка о попе и о работнике его Балде» А. С. Пушкина, «Мцыри» и «Узник» М. Ю. Лермонтова, «Княгиня Трубецкая» Н. А. Некрасова. Одним из важных и знаменательных событий в якутской литературе стал его перевод «Евгения Онегина», изданный отдельной книгой.
В последние годы жизни Дьуон Дьаҥылы занимался переводом поэмы «Василий Тёркин» А. Т. Твардовского, однако не успел завершить эту работу. После смерти Гавриила Ивановича известный якутский переводчик С. А. Саввин закончил перевод и в 1970 году издал отдельной книгой.

## Избранные публикации
На якутском языке
- Төрөөбүт күүлэбэр. — Дьокуускай : Кинигэ изд-вота, 1936. — 17 с.
- Хоһооннор. — Дьокуускай : Кинигэ изд-вота, 1940. — 36 с.
- Кыайдыбыт. — Дьокуускай : Кинигэ изд-вота, 1946. — 34 с.
- Хоһооннор,  поэмалар. — Дьокуускай : Кинигэ изд-вота, 1958. — 220 с.
- Сахам сиригэр саас иһэр : Хоһооннор, поэмалар. — Дьокуускай Кинигэ изд-вота, 1962. — 103 с.
- Хоһооннор,  поэмалар. — Дьокуускай : Кинигэ изд-вота, 1974. — 368 с.
- Хоһооннор, поэмалар. — Дьокуускай : Кинигэ изд-вота, 1985. — 256 с.

Переводы с русского языка на якутский
- Пушкин, А. С. Евгений Онегин : хоһоонунан суруллубут роман. — Дьокуускай : Кинигэ изд-вота, 1954. — 220 с.
- Твардовскай, А. Т. Василий Теркин : байыас туһунан кинигэ / А. Твардовскай ; [тылбаасчыттар : Дьуон Дьанылы, Күн Дьирибинэ ; кэлин тыл авт. А. Ф. Алексеев]. — Кинигэ изд-вота, 1970. — 167 с.

## Память
Дом в местечке Кындал Болтогинского наслега, в котором родился и вырос писатель, в 2015 году был включён в список объектов культурного наследия местного значения.
Именем Дьуон Дьаҥлы названа одна из улиц в селе Чурапча. 